# Emily Robins
Emily Robins (* 21. Mai 1989) ist eine neuseeländische Schauspielerin und Sängerin.

## Leben
Ihr Schauspieldebüt gab Robins im Alter von acht Jahren in dem Bühnenstück Der Zauberer von Oz an einem örtlichen Theater. Weitere Bühnenarbeiten schlossen sich an, darunter Hauptrollen in den Stücken Annie und Peter Pan. 2003 wurde sie Mitglied des Musical-Ensembles von Les Misérables; gleichzeitig begann sie eine Ausbildung für die Opernbühne.
Sie spielte von 2004 bis 2007 eine Nebenrolle in der neuseeländischen Krankenhaus-Serie Shortland Street und von 2008 bis 2010 die Hauptrolle in der australischen Jugendserie Elephant Princess.

## Filmografie
- 2004–2007: Shortland Street (Fernsehserie, 75 Episoden)
- 2008–2011: Elephant Princess (Fernsehserie, 52 Episoden)
- seit 2011: Slide (Fernsehserie)

## Auszeichnungen
- 2005: Nominierung in der Kategorie Favourite New Zealand Female TV Personality für Shortland Street